# Sinopoda flexura
Sinopoda flexura – gatunek pająka z rodziny spachaczowatych i podrodziny Heteropodinae.
Gatunek ten opisany został po raz pierwszy w 2020 roku przez Elenę Grall i Petera Jägera na łamach „Zootaxa”. Opisu dokonano na podstawie pojedynczej samicy odłowionej w XX wieku w Indochinach bez bliższego wskazania lokalizacji.
Jedyny zmierzony okaz jest samicą o ciele długości 13,5 mm przy prosomie długości 6,5 mm i szerokości 5,5 mm. U okazu przechowywanego w alkoholu karapaks jest rudobrązowy z brązowymi bokami i tyłem, szczękoczułki są rudobrązowe, nogogłaszczki brązowe z rudobrązowymi goleniami i nadstopiami, sternum żółte z brązowymi brzegami, odnóża brązowe z rudobrązowymi goleniami, nadstopiami i stopami, natomiast opistosoma (odwłok) z wierzchu ciemnobrązowa z krzyżem na przedzie, po bokach brązowo paskowana, a na spodzie żółtawobrązowa z brązowym nakrapianiem. Szczękoczułki mają trzy zęby na krawędzi przedniej i cztery na tylnej. Genitalia samicy mają dłuższe niż szerokie pole epigynalne z dwoma pasmami przednimi i dwoma sensillami szczeliniastymi, wąską przegrodę, zlane płaty boczne, umieszczone bocznie, w częściach dystalnych proste i smukłe wyrostki gruczołowe, zrośnięte wzdłuż linii środkowej spermateki, szerszy w tyle niż na przedzie układ kanalików wewnętrznych oraz bardzo krótkie i cienkie przewody zapładniające.